# 海江田万里のパワフルサタデー
『海江田万里のパワフルサタデー』（かいえだばんりのパワフルサタデー）は、朝日放送（ABCテレビ）の制作により、テレビ朝日系列局ほかで1991年10月5日から1993年3月27日まで生放送されていた情報番組である。毎週土曜 8:30 - 9:30（JST）に放送された。

## 概要
メインキャスターに経済評論家（のち衆議院議員・第68代衆議院副議長）の海江田万里を起用していた番組で、前番組の『桂三枝のにゅーすコロンブス』とは異なり、1週間の出来事を振り返える番組構成となった。
1993年3月27日に番組は終了。同年4月3日からは、現在でも続いている『朝だ!生です旅サラダ』がスタートしている。また、番組の終了と同時に、テレビ朝日系列全体で平日並びに土曜日のワイドショーの改編が行われた。それに伴い、『モーニングショー』（テレビ朝日制作）がこの番組の終了6日後の1993年4月2日に終了したほか、平日正午枠のテレビ朝日系列外局への時差ネットも同年3月31日の『人間探検!もっと知りたい!!』打ち切りと同時に廃止され、同年4月5日時点で、系列外局でも放送されているテレビ朝日系ワイドショーは『朝だ!生です旅サラダ』と『スーパーモーニング』のみとなった。

## 放送局
系列は当時の系列。
| 放送対象地域   | 放送局                  | 系列                          | 備考                      |
| -------------- | ----------------------- | ----------------------------- | ------------------------- |
| 近畿広域圏     | 朝日放送(ABC)           | テレビ朝日系列                | 制作局 現：朝日放送テレビ |
| 関東広域圏     | テレビ朝日(ANB)         | テレビ朝日系列                |                           |
| 北海道         | 北海道テレビ(HTB)       | テレビ朝日系列                |                           |
| 青森県         | 青森朝日放送(ABA)       | テレビ朝日系列                | [ 注 2 ]                  |
| 宮城県         | 東日本放送(KHB)         | テレビ朝日系列                |                           |
| 秋田県         | 秋田放送(ABS)           | 日本テレビ系列                | 1992年9月まで             |
| 秋田県         | 秋田朝日放送(AAB)       | テレビ朝日系列                | 1992年10月開局から        |
| 山形県         | 山形放送(YBC)           | 日本テレビ系列 テレビ朝日系列 | [ 注 4 ]                  |
| 福島県         | 福島放送(KFB)           | テレビ朝日系列                |                           |
| 山梨県         | 山梨放送(YBS)           | 日本テレビ系列                |                           |
| 新潟県         | 新潟テレビ21(NT21)      | テレビ朝日系列                |                           |
| 長野県         | 長野朝日放送(ABN)       | テレビ朝日系列                |                           |
| 静岡県         | 静岡けんみんテレビ(SKT) | テレビ朝日系列                | 現：静岡朝日テレビ        |
| 石川県         | 北陸朝日放送(HAB)       | テレビ朝日系列                | [ 注 5 ]                  |
| 福井県         | 福井放送(FBC)           | 日本テレビ系列 テレビ朝日系列 |                           |
| 中京広域圏     | 名古屋テレビ(NBN)       | テレビ朝日系列                |                           |
| 広島県         | 広島ホームテレビ(HOME)  | テレビ朝日系列                |                           |
| 山口県         | 山口放送(KRY)           | 日本テレビ系列 テレビ朝日系列 |                           |
| 香川県・岡山県 | 瀬戸内海放送(KSB)       | テレビ朝日系列                |                           |
| 高知県         | 高知放送(RKC)           | 日本テレビ系列                |                           |
| 福岡県         | 九州朝日放送(KBC)       | テレビ朝日系列                |                           |
| 長崎県         | 長崎文化放送(ncc)       | テレビ朝日系列                |                           |
| 熊本県         | 熊本朝日放送(KAB)       | テレビ朝日系列                |                           |
| 鹿児島県       | 鹿児島放送(KKB)         | テレビ朝日系列                |                           |